# Jongmen
Jongmen, właściwie Krystian Brzeziński (ur. 12 września 1990 w Münster) – polski raper, członek kolektywu DIIL Gang.

## Działalność muzyczna
Swój pierwszy solowy album pt. Pierwsze uderzenie wydał w 2003 r. Jakiś czas później Brzeziński opublikował kolejną płytę Kolejny etap. W 2006 r. wspólnie z Czarnym i Chrzankiem utworzył zespół ZJS (Zawodnicy Jednej Sceny) z którą wydał dwie produkcje zatytułowane Zjednoczona scena (2007) oraz Zawsze jestem sobą (2008). W 2010 r. raper wydał kolejny nielegal pt. Uwertura. Jednym z bardziej znanych gości na płycie był toruński zespół Północny Toruń Projekt. 27 stycznia 2011 r. Jongmen wydał singiel „To jest ta droga” w którym gościnnie udzielili się Paluch, Oldas oraz duet WSRH. Remiks utworu wykonany przez producenta Emeno, został wydany 27 maja 2011 r. wraz z teledyskiem.
W roku 2013 nakładem Hemp Records ukazała się kolejna płyta rapera zatytułowana Kontrapunkt. Wśród gości pojawili się m.in. Śliwa, Kali, Bilon, AK-47 czy Kacper. Album był promowany singlami „Wybuchowy mix“ i „Jestem gotów“ do których zrealizowano teledyski.
4 marca 2016 roku miała miejsce premiera drugiego legalnego albumu pt. Dysonans. Wydawnictwo ukazało się nakładem wytwórni Hemp Records. Wśród zaproszonych gości pojawili się m.in. Wilku, Sobota, Ero, Białas, Ramona 23 czy Rest. W celu promocji płyty wydano dwa single „Shotgun” i „O.C.C.”. Płyta zadebiutowała na 34. miejscu polskiej listy sprzedaży OLiS.

## Konflikt z prawem
W sierpniu 2022 r. Prokuratura Krajowa skierowała do sądu wniosek o tymczasowe aresztowanie rapera. Został on pozytywnie rozpatrzony przez sąd w listopadzie. Od 15 grudnia 2022 Jongmen jest formalnie poszukiwany listem gończym. Głównym powodem wydania listu gończego jest fakt udziału rapera w pośrednictwie sprzedaży znaczącej ilości narkotyków tj. 10 kg klefedronu oraz 15 kg amfetaminy. 

## Wybrana dyskografia

### Albumy
| Rok                        | Dane dot. albumu                                              | Pozycja na liście |
| Rok                        | Dane dot. albumu                                              | POL               |
| -------------------------- | ------------------------------------------------------------- | ----------------- |
| 2003                       | Pierwsze uderzenie - Data: 2003 - Wydawca: brak, nielegal     | –                 |
| 2010                       | Uwertura - Data: 2010 - Wydawca: brak, nielegal               | –                 |
| 2013                       | Kontrapunkt - Data: 21 października 2013 - Wydawca: Hemp Rec. | –                 |
| 2016                       | Dysonans - Data: 4 marca 2016 - Wydawca: Hemp Rec.            | 34                |
| 2017                       | Fenix - Data: 28 kwietnia 2017 - Wydawca: DistrictAREA        | 14                |
| 2018                       | Znaki - Data: 13 kwietnia 2018 - Wydawca: DistrictAREA        | 19                |
| 2019                       | Shotgun - Data: 28 czerwca 2019 - Wydawca: Shotgun Records    | 16                |
| „–” album nie był notowany |                                                               |                   |

### Single
Jako główny artysta
| Rok  | Tytuł                                            | Certyfikat          | Album       |
| ---- | ------------------------------------------------ | ------------------- | ----------- |
| 2020 | „Sportplus” (oraz Kizo, Bonus RPK)               | - ZPAV: złota płyta | Heavyweight |
| 2020 | „Wszystko Si” (oraz Kizo, Bonus RPK; gośc. Kabe) | - ZPAV: złota płyta | Heavyweight |
| 2020 | „No Limit”(oraz Kizo, Bonus RPK)                 | - ZPAV: złota płyta | Heavyweight |

Jako artysta gościnny
| Rok  | Tytuł | Certyfikat          | Album                   |
| ---- | --- | ------------------- | ----------------------- |
| 2015 | „Najwyższa wartość” (Rest; gośc. Sowa, Kacper HTA, Kali, Jongmen, Michrus, Dawidzior)                                                                                                | - ZPAV: złota płyta | Wiara, nadzieja, miłość |
| 2019 | „Style” (Rest, Kafar; gośc. Frosti Rege, Dedis, Kacper HTA, Kaczor BRS, Michrus, Z.B.U.K.U, Ero, Wigor, Łyskacz, Peper, BRZ, Nizioł, KPSN, Śliwa, Siuwax, Ostry BZM, Hukos, Jongmen) | - ZPAV: złota płyta | BSNT                    |
| 2019 | „Blogerka” (Dj.Frodo, Olek; gośc. Malik Montana, Milonair, Peja) | - ZPAV: złota płyta | singel niealbumowy      |

## Teledyski
| Rok       | Tytuł                                                                                       | Reżyseria/Realizacja              | Album                     | Źródło |
| --------- | ------------------------------------------------------------------------------------------- | --------------------------------- | ------------------------- | ------ |
| 2011      | „To jest ta droga” (gościnnie: Paluch, Oldas, Słoń, Sheller)                                | Mateusz Oklesiński, Mikołaj Pazio | –                         | [ 25 ] |
| 2011      | „Wystarczy wiedzieć, że...”                                                                 | Mateusz Oklesiński                | Uwertura                  | [ 26 ] |
| 2012      | „Wstawaj i walcz” (gościnnie: Potar)                                                        | Mateusz Oklesiński                | Uwertura                  | [ 27 ] |
| 2012      | „Uderzenie”                                                                                 | –                                 | –                         | [ 28 ] |
| 2012      | „Akademia piłkarska”                                                                        | Detoks Records                    | –                         | [ 29 ] |
| 2013      | „Wybuchowy mix” (gościnnie: WSRH)                                                           | Adam Fąfrowicz                    | Kontrapunkt               | [ 30 ] |
| 2014      | „Jestem gotów” (gościnnie: BRZ, Bilon)                                                      | DIIL.TV                           | Kontrapunkt               | [ 31 ] |
| 2015      | „Wracam”                                                                                    | –                                 | Dysonans                  | [ 32 ] |
| 2016      | „O.C.C.” (gościnnie: Paluch, Białas, Hazzidy)                                               | –                                 | Dysonans                  | [ 33 ] |
| 2016      | „Shotgun” (gościnnie: Dudek, Wilku WDZ, Kafar, Rest, Kłyza)                                 | –                                 | Dysonans                  | [ 34 ] |
| Gościnnie |                                                                                             |                                   |                           |        |
| 2013      | „Żarty się skończyły” – Fuso (gościnnie: Jongmen)                                           | –                                 | Sama Familia              | [ 35 ] |
| 2015      | „Najwyższa wartość” – Rest (gościnnie: Sowa, Kacper HTA, Kali, Jongmen, Michrus, Dawidzior) | 9LiterFilmy                       | Wiara, nadzieja, miłość   | [ 36 ] |
| 2015      | „Będą gadać” – Dudek P56 (gościnnie: Jongmen, Hudy HZD, Kłyza)                              | RTS Media                         | Siedem Prorok. Polski rap | [ 37 ] |
| Inne      |                                                                                             |                                   |                           |        |
| 2013      | „Grzech pierworodny” – BRZ, Jongmen                                                         | Adam Fąfrowicz                    | –                         | [ 38 ] |
| 2014      | „Stoprocent Pompuj Rap 3” – Bilon, Wilku WDZ, Jongmen, Kieru, Manifest, Uszer zDP, Fenix    | –                                 | –                         | [ 39 ] |

## Walka freak show fight
W 2019 roku podpisał kontrakt z polską federacją typu freak show fight – Fame MMA, gdzie został ogłoszony jego debiutancki pojedynek. 22 czerwca tego samego roku na gali Fame 4 stoczył swój pierwszy pojedynek w formule MMA, pokonując przez poddanie techniką duszeniem zza pleców Kamila „Kastiego" Stępińskiego w drugiej rundzie.